# Sandy Island, Nya Kaledonien
Sandy Island är en fantomö som  förekommit på olika kartor bland annat Google Earth, Google Maps och i kartboken The Times Atlas of the World fram till år 1999; dock inte på de franska myndigheternas kartor. Ön skulle - om den funnits i verkligheten - legat mellan Australien och Nya Kaledonien på franskt territorialvatten. År 2012 upptäcktes det att ön inte existerade när en grupp forskare skulle besöka ön. 